# ごじょいる
株式会社ごじょいるは東京都豊島区に本社を置く、冠婚葬祭互助会の運営を主な事業とする企業である。2022年に株式会社互助センター友の会から社名変更した。

## 概要
1973年（昭和48年）1月、豊島区西池袋に創業。首都圏を中心に結婚式場、葬儀場を展開する。また、婚礼衣裳レンタルショップやウェディングフォトスタジオ、キッズフォトスタジオ、ホテル事業など幅広く運営している。

## 沿革
- 1973年（昭和48年）- 齋藤近次郎が株式会社互助センター友の会を東京都豊島区西池袋に創業・設立。
- 1974年（昭和49年）-「葬祭部」開設。
- 1979年（昭和54年）- 前払式特定取引業の許可取得（許可番号　互第3107号）
- 1982年（昭和57年）- 東京都豊島区北大塚に結婚式場「ホワイトチャペル」開設。
- 1985年（昭和60年）- 東京都豊島区北大塚に本社移転。
- 1993年（平成5年）- 東京都練馬区に斎場「豊玉ホール」開設。
- 1998年（平成10年）
  - 山梨県甲府市に結婚式場「ベルクラシック甲府」開設。
  - 東京都豊島区に衣裳サロン兼フォトスタジオ「ホワイトチャペル」開設。
- 2022年（令和4年）- 法人名を株式会社ごじょいるに変更。

## 運営施設
東京都、埼玉県、山梨県、茨城県、長野県に葬儀会館、結婚式場、ホテル、フォトスタジオ、こどもタマヒメデンを運営。運営施設の一覧は「会社概要」を参照。

## 出版
- 冠婚葬祭儀式のひみつ -ひみつシリーズ-（学研）

　　全国約25,500校の公立・私立小学校図書館および約3,000館の公立図書館に各1冊が寄贈されている。